# Élise Crombez
Élise Crombez (24 de julio de 1982) es una modelo belga.

## Vida y carrera
Creció en Koksijde. Fue descubierta en 1999 cuando decidió entrar en un concurso de modelaje (Miss Mannequin) con una amiga suya. El concurso se llevó a cabo en la ciudad de Roeselaere. Trabajó extensivamente con Steven Meisel durante su carrera, realizando campañas para Prada, H&M, Versace, Armani, Nina Ricci, Gianfranco Ferre, Lacoste, Eres, Gap, Jil Sander, Ralph Lauren, Escada, Pollini, y Valentino. Crombez también apareció en portadas para W, la Vogue británica, turca, italiana (6 veces), mexicana, japonesa y alemana y dos veces en la Elle francesa. También ha aparecido en editoriales para la Harpers Bazaar británica y estadounidense, W, y Allure. Crombez ha desfilado para numerosos eventos de moda, como Christian Dior, Christian Lacroix, Galliano, Karl Lagerfeld, Louis Vuitton, Prada, Versace, y Viktor & Rolf. Ha aparecido en los Victoria's Secret Fashion Shows 2006 y 2007. 
Crombez se cayó en el evento de primavera 2007 de Proenza Schouler, llevaba tacones altos y acabó quitándoselos y desfilando descalza. Se llevó la tercera posición en la lista "Top 5 Caídas en la Pasarela" de New York Magazine.
Firmó con DNA Models en Nueva York.